# Perwersyjny przewodnik po ideologiach
Perwersyjny przewodnik po ideologiach (ang. The Pervert's Guide to Ideology) – brytyjski film dokumentalny z 2012 w reżyserii Sophie Fiennes, z udziałem Slavoja Žižka, który dokonuje w nim analizy ideologii za pomocą analizy różnych filmów. Jest to kontynuacja Z-Boczonej historii kina (2006) w reżyserii Sophie Fiennes.

## Lista omawianych filmów
- Triumf woli (1935)
- Wieczny Żyd (1940)
- Spotkanie (1945)
- Upadek Berlina (1949)
- Poszukiwacze (1956)
- West Side Story (1961)
- Dźwięki muzyki (1965)
- Miłość blondynki (1965)
- Twarze na sprzedaż (1966)
- Pali się moja panno (1967)
- Oratorio for Prague (1968)
- Jeżeli... (1968)
- MASH (1970)
- Zabriskie Point (1970)
- Mechaniczna pomarańcza (1971)
- Kabaret (1972)
- Szczęki (1975)
- Taksówkarz (1976)
- Brazil (1985)
- Full Metal Jacket (1987)
- Ostatnie kuszenie Chrystusa (1988)
- Oni żyją (1988)
- Titanic (1997)
- Jestem legendą (2007)
- Mroczny rycerz (2008)

Ponadto twórcy wykorzystali fragmenty nagrań z zamachów z 11 września 2001 roku, zamachów w Norwegii i zamieszek w Wielkiej Brytanii z 2011 oraz reklamę Coca-Coli.

## Odbiór
Film spotkał się z pozytywną reakcją krytyków. W serwisie Rotten Tomatoes 93% z 28 recenzji jest pozytywnych, a średnia ocen wyniosła 7,19/10.